# Kamniti most, Regensburg
Kamniti most (Steinerne Brücke) v Regensburgu, Nemčija, je most čez Donavo iz 12. stoletja, ki povezuje staro mestno jedro s Stadtamhofom. Več kot 800 let, do leta 1930, je bil edini most čez reko v mestu. Gre za mojstrovino srednjeveške gradnje in simbol mesta.

## Lokacija
Južni konec mostu bi lahko bila lokacija starodavnih mestih vrat.  V zgodnjem 16. stoletju je bilo zgrajeno skladišče soli Amberg (nemško: Salzstadel) in v začetku 17. stoletja še skladišče soli Regensburg.  Zgodovinska restavracija »Regensburška kuhinja klobas« (Wurstküche zu Regensburg) je bila zgrajena vzhodno od skladišča soli nasproti obzidja v 14. stoletju; starejša stavba na istem mestu je verjetno služila kot menza za delavce, ki so gradili most.  Nekoliko vzhodno je Regensburški muzej donavskih plovil..
Most je v preteklosti povzročal težave prometu na Donavi,  kot je leta 1809 opazil Napoleon.  Do leta 1916, ko je bil nameščen električni sistem za vleko ladij pod mostom, so plovbo proti toku ovirali močni tokovi. Sistem je bil odstranjen leta 1964. Ker današnji promet zahteva več proste višine za plovbo, kot so jo zagotavljali oboki mostu, je ta odsek reke uporabljen samo za rekreacijske in izletniške potrebe. Večja plovila zato plujejo po obvozu na severu Regensburga po kanalu Regen-Donava, ki je bil zgrajen na poplavnem terenu imenovanem Protzenweiher, kjer je bil včasih trg govedi in prostor za javno razvedrilo in je del Evropske vodne poti med Rotterdamom na ustju Rena in Constanco na Črnem morju. (Rušenje mostu zaradi odstranitve ovire je bila predlagana že leta 1904. ))

## Zgodovina
Karel Veliki je v Regensburgu zgradil lesen most, približno 100 metrov vzhodno od sedanjega mostu, vendar je bil neustrezen za promet in dovzeten za poplave, zato je bilo odločeno, da ga nadomestijo s kamnitim mostom.
Kamniti most je bil zgrajen v samo enajst letih, verjetno v 1135-46.  Ludvik VII. Francoski in njegova vojska so ga uporabljali za prečkanje Donave na poti do druge križarski vojne. Služil je kot model za druge kamnite mostove zgrajene v Evropi v 12. in 13. stoletju: most čez Labo (zdaj most Augustus) v Dresdnu, srednjeveški Londonski most čez Temzo, Avignonski most čez Rono in Juditin most (predhodnik Karlovega mostu) čez Vltava v Pragi. Bil je edini most čez Donavo v Regensburgu približno 800 let, do izgradnje Nibelunškega mostu leta 1938. Že stoletja je bil edini most čez reko med Ulmom in Dunajem, saj je bil Regensburg pomembno središče trgovine in vlade. 
Most je imel svojo upravo, s pečatom z njegovo upodobitvijo, kar je najstarejši primer, ki sega do 1307; cestnina je bila uporabljena za njegovo vzdrževanje. 

### Gradnja in spremembe
Kamniti most je ločni most s 16 loki. Na južnem koncu sta bila prvi lok in prvi oporniik vključena v Regensburško skladišče soli, ko je bilo zgrajeno leta 1616-20, in je še vedno v veljavi v okviru pristopne ceste do mostu. Arheološka raziskava izvedena v letu 2009 je pokazala požarno škodo v času srednjega veka. Most je bil prvotno 336 m dolg; stavba v prvem oporniku ga je skrajšala na 308,7 metrov.  Na južnem, staromestnem koncu mostu je pol metra nižji od severnega, Stadtamhof konca. Most je nekoliko v krivini zaradi oblike reke na tej točki. 
Gradnja mostu je bila lažja zaradi nenavadno vročega in suhega poletja leta 1135, kar je povzročilo zelo nizek vodostaj Donave.  Nekatere od mostnih stebrov stojijo na dveh otokih v Donavi med krajema Zgornji in Spodnji Wöhrd. Drugi počivajo na temeljih na hrastovih pilotih v strugi, ki so bili vgrajeni znotraj pregrade iz hrastove obloge. Da bi jih zaščitili pred spodkopavanjem reke, so stebri obdani z umetnimi otoki ali oporniki; ti so bili razširjeni leta 1687. Mostovni oporniki so precejšnja ovira za pretok vode, z manj kot 4 m med njimi, kar ustvarja močne vrtinčaste tokove pod mostom in dolvodno, in jih imenujejo »Regensburški donavski zavitek (strudel)«. Pet od njih je bilo zmanjšanih leta 1848 kot del izgradnje Ludwig kanala, vsi pa so bili zmanjšani in okrepljeni z betonom in kamnom v času obnovitvenih del v letih 1951-62. Konstrukcija uporabljena za opornike je modificirana tehnika rimskega mostu čez Mozelo v Trierju, kjer oporniki ležijo neposredno na dnu struge.
Na južnem koncu mostu so bili mlini, ki so uporabljali moč tokov; prihodki so prispevali k vzdrževanju mostu. Bavarci so jih požgali leta 1633 v času tridesetletne vojne, nekatere so obnovili leta 1655, leta 1784 pa jih ponovno uničil ledu, ki je zajezil reko. Enega so obnovili ob vznožju skladišča soli. 
V tridesetletni vojni, v času švedskega napada na mesto leta 1633, je bil četrti mostni razpon (tretji sedaj viden) porušen. Vrzel je bila zapolnjena z lesenim mostom in samo obnovljen v 1790/91, ko je postalo jasno, da je manjkajoči odsek slabi most. 
Most je prvotno imel tri stolpe, od katerih je ohranjen le južni stolp in stolpna zapornica do starega mesta. Prvotni južni stolp je bil zgrajen okoli leta 1300; ob njem stala kapela sv. Marjete. V sredini 16. stoletja je bil spremenjen v zapor dolžnikov in stolp je postal znan kot Schuldturm (Stolp dolžnikov).  Srednji stolp je bil zgrajen okrog 1200.  Tako južni kot srednji stolp sta bila uničenih v požaru v tridesetletni vojni, ko je bilo mesto pod švedsko okupacijo. Obnovljena sta bila leta 1648, pri čemer je bila južnemu stolpu v tistem času dodana ura. Srednji stolp je bil ponovno porušen leta 1784, potem ko ga je skoraj uničil led. Severni stolp (Črni stolp) je bil verjetno zgrajen v drugi polovici 12. stoletja skupaj s samim mostom.  Bil je močno utrjen med letoma 1383 in 1429, vključno z dvižnim mostom. Ta stolp je bil poškodovan leta 1809 v času Napoleonovih vojn, ko so Francozi in Bavarci znova zavzeli mesto pred Avstrijci, in bil porušen naslednje leto. V letu 1824/25 se je na mestu kjer je stal uredil bazar.
Kapela je bila odstranjena in nadomeščena z mitnico leta 1829. V začetku 20. stoletja, ko je bila zgrajen tramvaj, so bili odstranjeni vsi objekti med preostalim stolpom in skladiščem soli Amberg, razširjene dostopne ceste na most in zgrajen nad njim poleg stolpa širok lok. Pozno v drugi svetovni vojni, 23. aprila 1945, so nemške čete minirale drugi razpon mostu tik pred to točko in tudi enajstega, da upočasnile napredovanje ameriških vojakov. Američani so namestili začasno konstrukcijo naslednjo zima, škoda pa je bila v celoti popravljena do leta 1967.
Most je imel prvotno debelo kamnito balustradno ograjo, z zelo ozkimi hodniki za pešce ob njih. Ograjo so nadomestili leta 1732 s tanjšimi ploščami iz peščenjaka ter razširili vozišče.  V letu 1877 je bila nato nadomeščena z granitom iz Flossenburga. Lesena rampa, ki je povezala z mostom Zgornji Wöhrd je bila leta 1499 zamenjana z železno. Nazadnje je most leta 1950 dobil betonsko ograjo.
Severni del mostu je bila nekoč meja med Vojvodino Bavarsko in svobodnim cesarskim mestom Regensburg. Na najvišji točki mostu je izrezljan kamen imenovan Bruckmandl ali Brückenmännchen (mostni pritlikavec), ki je gol mladenič, ki si ščiti oči z eno roko in z napisom Schuck wie Heiss (verjetno sklicevanje na vroče poletje ko se je začela gradnja mostu). Pravijo da simbolizira mestne svoboščine in njegovo osvoboditev od škofovega nadzora. Pravijo tudi, da predstavlja graditelja mostu, druga figura na stolnici pa predstavlja graditelja le-te.  Prvotno je sedel na strehi mlina, sedaj sedi na samem mostu na strehi miniaturne cestninske hišice. Sedanja različica je tretja. Izvirnik je bila zamenjan leta 1579. Sedanji kip je bil postavljen 23. aprila 1854. Kip iz leta 1579, ki je izgubil noge in roke v bojih leta 1809, je v Regensburškem muzeju zgodovine. Prej je bil na mostu tudi križ, ki je bil odstranjen leta 1694. 
Most ima tudi številne druge skulpture: celopostavni kipi cesarja Friderika II. (stoji na maskirani glavi z ovnovimi rogovi in sprva na sedaj porušenem severnem stolpu; sedanji kip je replika iz leta 1930), Filip Švabski in njegova soproga kraljica Irena (tako na prestolu in sprva na srednjem stolpu; Filipov kip je replika) in reliefi, vključno z različnim orožjem (vključno obe mesti in sam most), glave, verjetno tiste prvotnih graditeljev in kasnejših obnoviteljev v srednjem veku, kuščar, bazilisk, podlasica, lev (nadomeščen z repliko leta 1966), dva petelina, ki se borita in pokončen pes. Prvotno sta bila na srednjem stolpu tudi apotropaična maska in rimski kip krilatega leva. Petelini in pes so bili povezani z legendo o zgradbi mostu; alternativno Bruckmandl, bazilisk, pes, tri glave in sedaj izgubljen "kamenček v velikem kamnu", ki je bil v nadstropju stražnikove koče ob srednjem stolpu imajo vsi razlago v krščanski simboliki, ki kaže, da je bil most delo očitno šolanih arhitektov. 

### Trenutna uporaba in obnova
Most in stolnica sta dva večja simbola mesta. Vendar pa se je most v zadnjih desetletjih zaradi gostega prometa resno poškodoval, škodo pa sta povzročila tudi voda in sol zaradi slabega izsuševanja in slabega tesnjenja zidov. Že več kot desetletje je bil most zaprt za osebna vozila. V letu 2005 se je začel monitoring stanja, ki je deloval 24 ur na dan in kazal znake propadanja. 1. avgusta 2008 je bil zaprt tudi za avtobuse in taksije in ostal le pešcem in kolesarjem. To je bila posledica poročila, da bi lahko ograje ne zadoščale za zaustavitev avtobusa. 
Most so začeli obnavljati leta 2010. Zaključek je bil prvotno predviden v letu 2014, zdaj pa se pričakuje v letu 2017 in ne prej.  Dežela Bavarska je opravila temeljito študijo, da bi našli primeren kamen za uporabo v obnovi, podobne barve in strukture kot prvotni material mostu in dovolj trden in odporen na vremenske vplive. Zadovoljivo vrsto peščenjaka so na koncu našli v zapuščenem kamnolomu v bližini Ihrlersteina.  Most bo po obnovi še vedno zaprt za motorna vozila.

## Legenda
Obstaja legenda, da sta graditelj mostu in stolnice (ki so bila vajenec in mojster) stavila, kdo bo končal prvi. Ker je gradnja stolnice napredovala hitreje kot mostu, je graditelj mostu sklenil pakt s hudičem: Hudič mu bo v pomoč v zameno za prve tri duše (ali prvih osem čevljev) prečkanja mostu. Hudič je pomagal in most je bil končan prvi. Toda graditelj mostu je kot prve tri poslal čez most petelina, kokoš in psa. Za kip, ki predstavlja človeka na stolnici pravijo, da prikazuje mojstra, ki se meče dol kot odziv na to tekmo. Jezen hudič poskuša uničiti most in to je razlog, zakaj je most ukrivljen. V resnici je bil most že končan, ko se je gradnja stolnice leta 1273 šele začela.